# They Live
They Live is een Amerikaanse horrorfilm uit 1988 van John Carpenter. Hoewel het verhaal in eerste instantie over verhulde buitenaardse wezens op aarde gaat, was de film tevens een aanklacht tegen de consumptiemaatschappij. Carpenter baseerde het verhaal losjes op het korte verhaal Eight O'Clock in the Morning van schrijver Ray Nelson.

## Verhaal

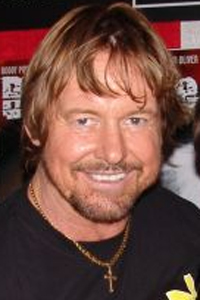
Hoofdrolspeler Roddy Piper

De werkloze zwerver Nada (Roddy Piper) loopt op een dag over straat in Los Angeles, op zoek naar een baan. De economie gaat slecht en werk is schaars. Nada slaagt erin een baan als bouwvakker te krijgen. 
Bij toeval krijgt Nada een zonnebril in handen, die zijn ogen voor het eerst werkelijk opent. In eerste instantie snapt hij niet helemaal wat er gebeurt met de bril op, maar de puzzelstukjes vallen snel op hun plaats. Met de zonnebril ziet Nada de echte wereld, in plaats van wat de mensheid voor de realiteit houdt. In groepen die met het blote oog eruitzien als mensen, kan hij met de bril op buitenaardse wezens onderscheiden van de echte mensen. Wanneer Nada om zich heen kijkt, ziet hij op de plaats van reclamezuilen, tijdschriften en winkeletalages nu in koeienletters de subliminale boodschappen die het eigenlijk zijn. Overal om hem heen worden hiermee bevelen onbewust de hersenen van de mensheid ingepompt, zoals koop, consumeer en gehoorzaam. Op bankbiljetten staat dit is je god. Terwijl de wereld fantaseert over buitenaardse invasies, hebben de als mensen vermomde aliens - zonder dat de mensheid het weet - allang alle touwtjes in handen. Vermomd als mensen bekleden ze de belangrijke posities, terwijl de mensheid functioneert als marionet.
Samen met Frank (Keith David), een collega-bouwvakker, probeert Nada terug te vechten. De buitenaardsen hebben echter ook snel door dat ze herkend worden. Daarop zetten ze de jacht in.

## Rolverdeling
| Acteur               | Personage             |
| -------------------- | --------------------- |
| Roddy Piper          | Nada                  |
| Keith David          | Frank                 |
| Meg Foster           | Holly Thompson        |
| George 'Buck' Flower | Drifter               |
| Peter Jason          | Gilbert               |
| Raymond St. Jacques  | Street Preacher       |
| Jason Robards III    | Family Man            |
| John Lawrence        | Bearded Man           |
| Susan Barnes         | Brown Haired Woman    |
| Sy Richardson        | Black Revolutionary   |
| Wendy Brainard       | Family Man's Daughter |
| Lucille Meredith     | Female Interviewer    |

## Achtergrond

### Productie
Het idee voor They Live kwam van twee bronnen: een kort verhaal getiteld "Eight O'Clock in the Morning", geschreven door Ray Nelson, en een verhaal getiteld "Nada" uit de stripreeks Alien Encounters. De meer politieke elementen uit de film zijn afkomstig van Carpenters eigen ongenoegen tegenover de toenemende commercialisatie in de jaren 80.
Met een budget van ongeveer drie miljoen dollar begon Carpenter aan zijn film. Voor de cruciale rol van Nada werd professioneel worstelaar Roddy Piper geselecteerd, die Carpenter kende van WrestleMania III in 1987. Carpenter koos Keith David omdat hij onder de indruk was van diens optreden in The Thing.
Een van de lastigste scènes was de gevechtsscène tussen David en Piper over een zonnebril. Volgens Carpenter kostte het drie weken om de scène goed in te studeren en op te nemen.

### Ontvangst
Hoewel de film niet direct een commercieel succes was, ontwikkelde hij wel een cultstatus. Op "Rotten Tomatoes" scoort de film 89%, maar ooit was de score 96%.
De film stond 18e op Entertainment Weekly’s lijst van "The Cult 25: The Essential Left-Field Movie Hits Since '83".

## Prijzen en nominaties
In 1989 werd “They Live” genomineerd voor de International Fantasy Film Award in de categorie “Beste film”.
In 1990 werd de film genomineerd voor twee Saturn Awards, voor “Beste muziek” en “Beste sciencefictionfilm”.

## Trivia
- Hoewel regisseur Carpenter het verhaal van de film zelf schreef, staat Frank Armitage als schrijver vermeld bij de credits. Dit is naam van een personage van H.P. Lovecraft, waar Carpenter een bewonderaar van is.
- Het personage dat Piper speelt, wordt in de film nooit bij naam genoemd.
- Acteur David speelde eerder een hoofdrol in Carpenters The Thing.

## Voetnoten
1. ↑  They Live Movie Reviews, Pictures--Rotten Tomatoes
2. ↑  "The Cult 25: The Essential Left-Field Movie Hits Since '83", Entertainment Weekly, September 3, 2008. Gearchiveerd op 3 september 2008. Geraadpleegd op 4 september 2008.